# Mons-Hainaut
Il Mons-Hainaut è un club belga di pallacanestro della città di Mons.
Nel 2008 è arrivato in finale di FIBA EuroCup contro la squadra lettone del BK Barons, perdendo per 62-63.

## Palmarès
- Coppa del Belgio: 1

2006
- Supercoppa del Belgio: 1

2011

## Cestisti
- Sébastien Bellin 2010-2012

## Sponsor
Per motivi di sponsorizzazione durante gli anni il team è stato conosciuto anche come:
| - Union St Joseph Quaregnon - Belgacom Quaregnon - Belgacom Quaregnon-Mons - Telindus Union Mons-Hainaut 1998-2001 - Dexia Mons-Hainaut 2001–2012 - Belfius Mons-Hainaut 2012–presente |